# Leopold Einstein

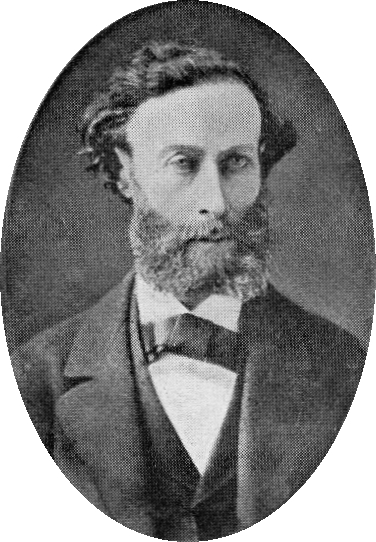
Leopold Einstein

Leopold Einstein (* 28. November 1833 in Roth; † 8. September 1890 in Nürnberg; eigentlich Löb Einstein) war ein deutscher Kaufmann, Lehrer, Schriftsteller und Pionier der internationalen Sprache Esperanto.

## Leben
Einstein war Sohn des Lehrers Hajum Löw Einstein. Vorwiegend arbeitete er als Kaufmann und Zwischenhändler, unter anderem für Herrenbekleidung, aber auch als Lehrer an einer jüdischen Religionsschule für Mädchen. Er veröffentlichte einige Bücher, unter anderem ein Elementar-Lehrbuch der hebräischen Sprache (1869) und ein Buch über die Psychologie in der Poesie von Heinrich Heine (1881). Verheiratet war er mit Carolina Heilbronner.
Einstein lernte 1884 Volapük. In Vorträgen und Zeitungsartikeln warb er dafür. Am 18. Februar 1885 wurde in Nürnberg der Weltsprache-Verein Nürnberg gegründet und er zu dessen 1. Vorsitzenden gewählt. 1888 erhielt  er das Unua Libro (Erstes Buch von Ludwig Zamenhof) und studierte es, Einstein wurde Esperantist und engagierte sich nun für die Verbreitung des Esperanto. Unter seinem Einfluss wurde 1888 der Weltsprache-Verein Nürnberg die erste Esperanto-Gruppe der Welt. Einstein, der da schon nicht mehr Vorsitzender war, veröffentlichte im selben Jahr das erste wirkliche Esperanto-Lehrbuch.

## Gedenktafel
Zum 100. Todestag von Leopold Einstein wurde am 9. September 1990 eine Gedenktafel am Haus Weinmarkt 14 in Nürnberg angebracht.

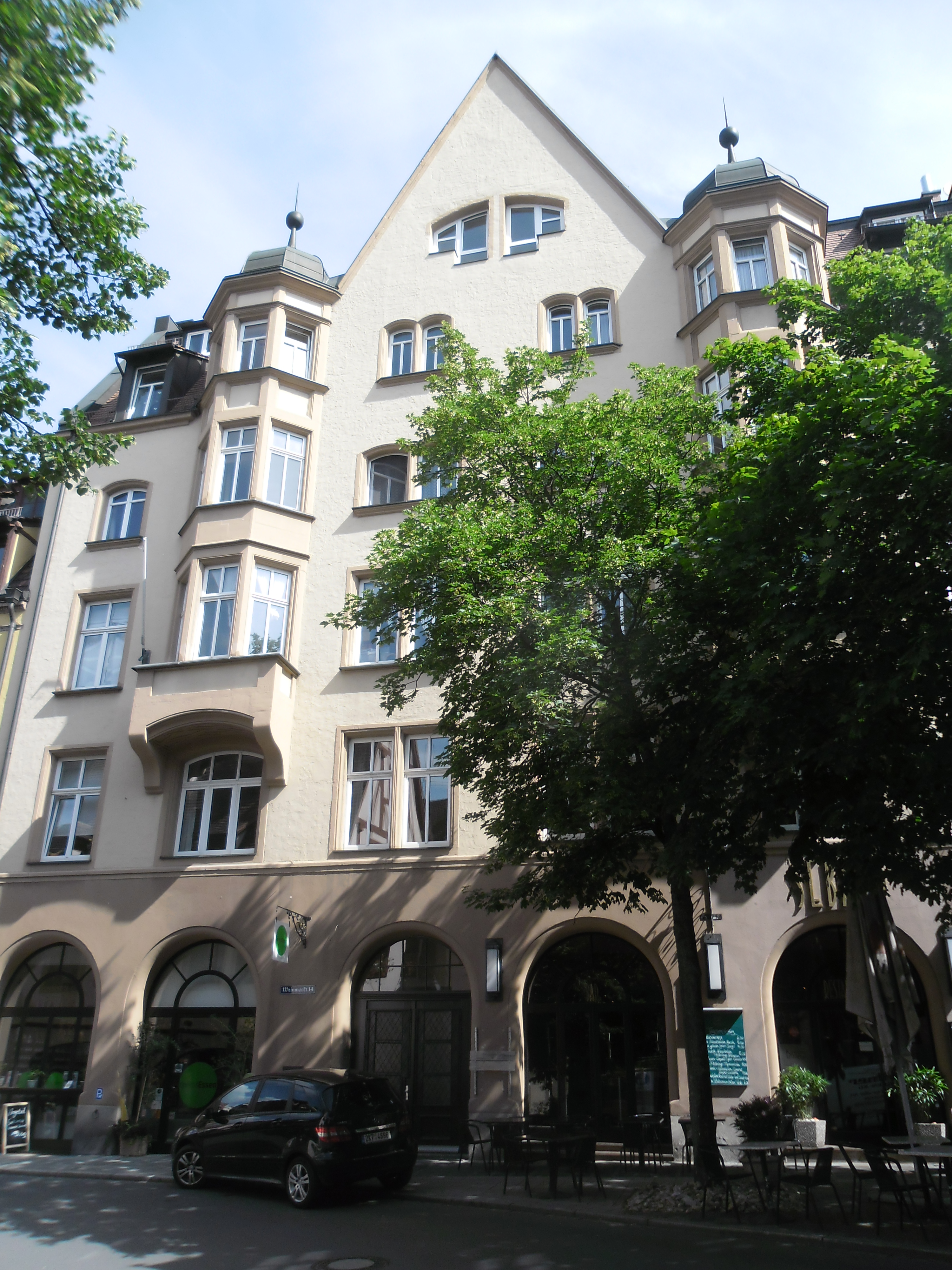
Das ehemalige Wohnhaus von Leopold Einstein am Weinmarkt 14 in Nürnberg
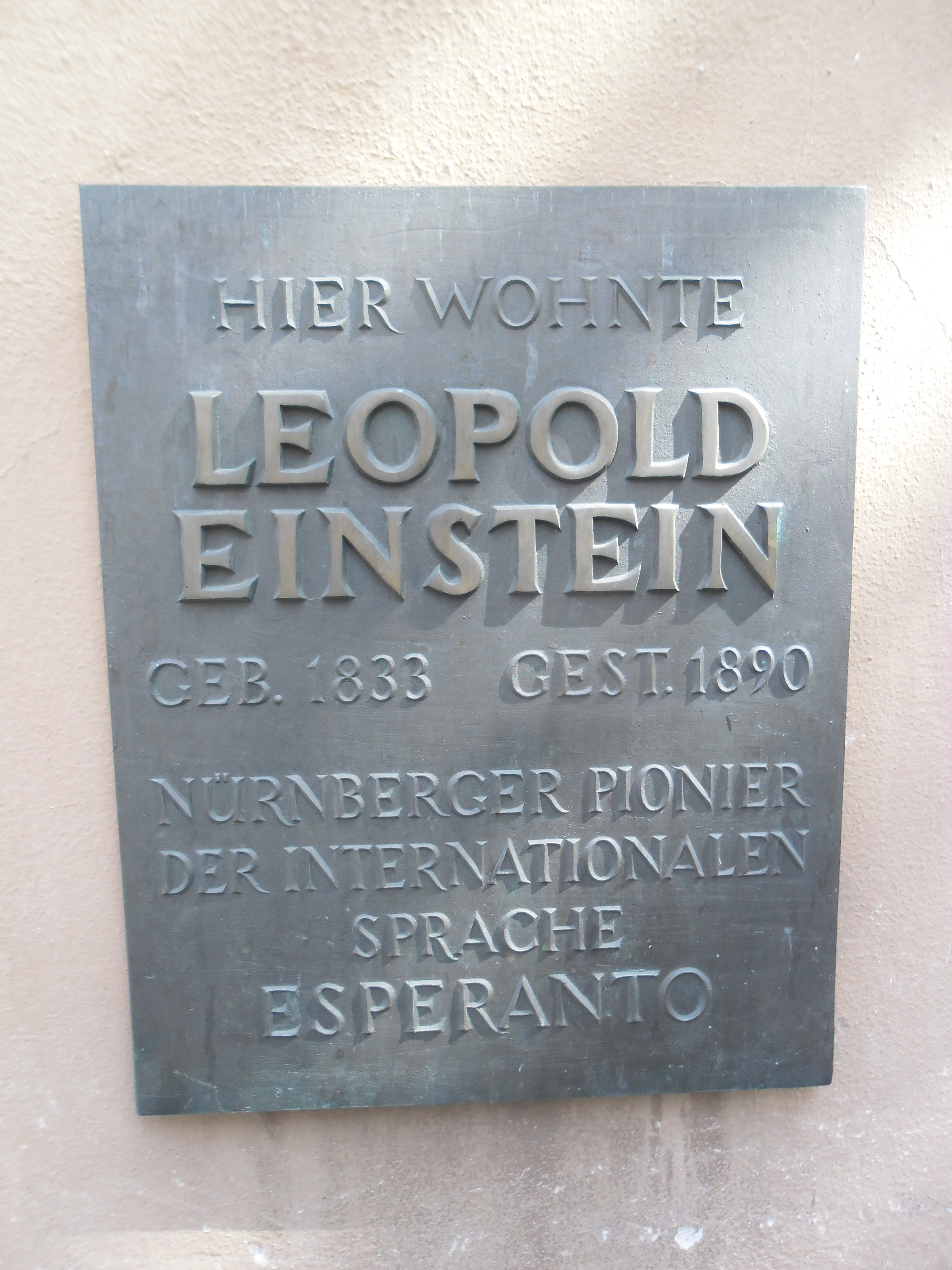
Gedenktafel am ehemaligen Wohnhaus von Leopold Einstein

## Werke
- Zur Geschichte der weltsprachlichen Versuche von Leibnitz bis auf die Gegenwart. In: Bayerische Lehrerzeitung Nr. 11 und 12, 1885.
- Der kleine Weltsprachekomptorist: ein Abriss der internationalen Handelskorrespondenz. Volapük 1887.
- La lingvo internacia als beste Lösung des internationalen Weltspracheproblems: Vorwort, Grammatik und Styl nebst Stammwörter-Verzeichniß nach dem Entwurf des Pseudonymen Dr. Esperanto / zum ersten Male methodisch geordnet und ausgearbeitet von Leopold Einstein.Verlag von J. A. Stein’s Buch- & Kunsthandlung, Nürnberg 1888, 78 Seiten.
- Weltsprachliche Zeit- und Streitfragen – in Vorträgen erörtert. 1. Volapük und Lingvo Internacia. 1889.